# جنگ داخلی در فرانسه

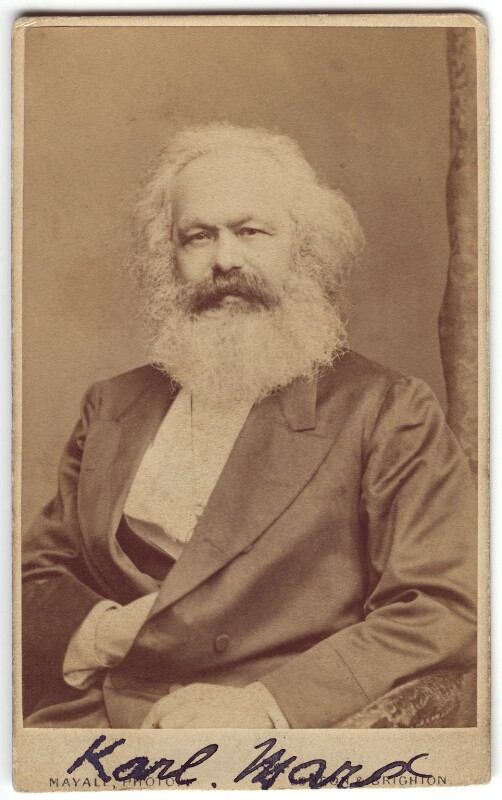
کارل مارکس ، ۱۸۷۰ میلادی

جنگ داخلی در فرانسه (انگلیسی: The Civil War in France) جزوه‌ای نوشته کارل مارکس است و بعنوان بیانیه رسمی شورای عمومی انجمن بین‌المللی کارگران (بین‌الملل اول) دربارهٔ ماهیت و اهمیت نبرد کمونارها در کمون پاریس منتشر شده است.